# COSMICOLOR
『COSMICOLOR』（コズミカラー） は、日本の音楽ユニットであるm-floの5枚目のアルバム。2007年3月28日にrhythm zoneより発売された。

## 解説
本作は、2003年から続いた"loves Who?" 体制での最終作であると発表された。インタールードを除く全曲名に "love" が含まれている。前作『BEAT SPACE NINE』(2005年) がオリコン1位を獲得したのに対し、チャート順位は3位にとどまった（大塚愛のベストアルバムが同時発売であったり、3月14日にMr.Childrenや中島美嘉もアルバムを発売した、という事情もある）。
「CD」「CD＋DVD」の2形態で発売。初回盤は特殊ジャケット仕様。また「CD＋DVD」の初回盤は、DVDに特典映像を収録。アルバムのコンセプトは「愛は宇宙のように大きい: 愛は何色? 宇宙色!」。

## ストーリー
2017年、地球人は宇宙からの侵略者である "ジョニー・タキゲロ" が放つ音楽によって洗脳されていた。そんな状況下、m-floが地球に帰還して地球人の心を救出していく。「Music Monopoly」では、ヒットチャートが巨大な力によって独占されている状況をコメディタッチで表現している。

## 収録曲
| #   | タイトル                                                                      | 作詞・作曲                                   | 時間 |
| --- | ----------------------------------------------------------------------------- | -------------------------------------------- | ---- |
| 1.  | 「Issue No 5」                                                                |                                              | 1:02 |
| 2.  | 「Love Don't Cry」(m-flo loves Crystal Kay)                                   | m-flo & Emi Hinouchi                         | 4:26 |
| 3.  | 「Luvotomy」(m-flo loves 安室奈美恵)                                          | m-flo & Emi Hinouchi                         | 5:14 |
| 4.  | 「STUCK IN YOUR LOVE」(m-flo loves melody.)                                   | m-flo                                        | 3:17 |
| 5.  | 「Current Affairs」                                                           |                                              | 0:52 |
| 6.  | 「Summer Time Love」(m-flo loves 日之内エミ & Ryohei)                         | m-flo & Emi Hinouchi & Ryohei                | 5:06 |
| 7.  | 「Simple & Lovely」(m-flo loves 倖田來未)                                     | m-flo & Emi Hinouchi                         | 3:49 |
| 8.  | 「Picture Perfect Love」(m-flo loves MONKEY MAJIK)                            | m-flo & MONKEY MAJIK                         | 4:57 |
| 9.  | 「Music Monopoly」                                                            |                                              | 1:26 |
| 10. | 「she loves the CREAM」(m-flo loves DOPING PANDA)                             | m-flo & Yutaka Furukawa(DOPING PANDA)        | 5:32 |
| 11. | 「Love Me After 12AM」(m-flo loves Alex (CLAZZIQUAI PROJECT))                 | m-flo & CLAZZIQUAI PROJECT                   | 4:17 |
| 12. | 「Love Song」(m-flo loves BONNIE PINK)                                        | m-flo & BONNIE PINK                          | 5:45 |
| 13. | 「Love Long and Prosper」(m-flo loves STAR TREK™)                             | m-flo                                        | 5:34 |
| 14. | 「LOVE ME, HATE THE GAME」(m-flo loves Chan, Thaitanium, Edison Chen, Ryohei) | m-flo, Chan, Thaitanium, Edison Chen, Ryohei | 4:40 |
| 15. | 「Lotta Love」(m-flo loves MINMI)                                             | m-flo & MINMI                                | 6:45 |
| 16. | 「People of Cosmicolor」                                                      |                                              | 1:23 |
| 17. | 「Love to Live By」(m-flo loves Chara)                                        | m-flo & Chara                                | 5:40 |

## DVD収録映像
- Music Clips
  - Summer Time Love / 日之内エミ & Ryohei
  - Lotta Love -m & M mix- / MINMI
  - Love Song / BONNIE PINK
  - she loves the CREAM -Amazing Nuts! Ver.- / DOPING PANDA
- m-flo Visual Mega Mix -HEKE HEKE DON DON REMIX-
  - Summer Time Love / Lotta Love -m & M mix- / Love Song / she loves the CREAM -Amazing Nuts! Ver.- / m-flo TOUR 2005 BEAT SPACE NINE at 日本武道館
- History of m-flo
  - Music Clips Mega Mix including 26 Tracks (The Way We Were 〜 ONE DAY-KREVA REMIX-)
- 初回特典映像
  - VERBAL & LISA Live -Rhythm Nation 2006 at 国立代々木競技場第一体育館 (2006.12.17) - been so long / come again

※「Love Don't Cry」および「Love to Live By」のミュージックビデオは未収録。

## 楽曲解説
- Love Don't Cry
  - music.jp TV-CMソング。Crystal Kayの参加は2003年の "loves Who?" 体制第一弾シングル「REEEWIND!」以来4年ぶり。PVは「REEEWIND!」および「I LIKE IT」のPVを意識した作りとなっている（実際にREEEWIND!/I LIKE ITのPV映像も使用されている）。PV本編の後には、エンドロールのような演出でこれまでLovesした全アーティストが紹介される。曲順は最初だが制作は最後に行われたため、名実ともに「Crystal Kayで始まりCrystal Kayで終わる」Lovesシリーズであった、とm-floは述べている。
- Luvotomy
  - VERBALは「Fish」（安室奈美恵『STYLE』（2003年）収録曲）以来3年ぶりに安室奈美恵とコラボレーション。『Luvotomy』とは『Love』と『Lobotomy』を合体させた造語で、意味は「間違った愛」の治療方法という意味となる。この曲では「束縛的な恋愛から脱出したい」というストーリーラインを歌っている。
- STUCK IN YOUR LOVE
  - melody.の参加は「miss you」以来3年半ぶり。全英語詞。melody.の10thシングル『Love Story』（2007年）のカップリング「BoRn 2 luv U」は「STUCK IN YOUR LOVE」の日本語バージョンとなっている（melody. loves m-flo名義）。
- Summer Time Love
  - 19thシングル。OIOI「水着&ゆかた」CFソング／dwango.jp TV-CMソング／mu-mo TV-CMソング
- Simple & Lovely
  - VERBALは「Till Morning Comes」以来5年ぶりに倖田來未とコラボレーション。
- Picture Perfect Love
  - スカイパーフェクTV! Jリーグ エンディングテーマ
  - MONKEY MAJIK＋m-floのシングル「Picture Perfect」（2007年）のm-floバージョン。シングルよりもBPMが速くタテノリの曲となっている。
- Music Monopoly
  - 歌ではなく全編台詞。クリス・ペプラーが出演、ジョニー・タキゲロに汚染されたヒットチャートを読み上げる（クリスいわく「まんま『TOKIO HOT 100』」）[1]。最後の「ミュージック・モノポリー」という台詞はクリスのアドリブである[1]。
- she loves the CREAM
  - シングル『Love Song』のカップリング曲。シングル収録バージョンよりイントロが短いアルバムバージョン。オムニバスシングル『Amazing Nuts!』（2006年）収録曲。
- Love Me After 12AM
  - 映画『EX MACHINA -エクスマキナ-』（2007年）のサウンドトラックにも同名の曲が収録されているが、一部詞が異なる。韓国のアーティストとのコラボレーションは2組目。
- Love Song
  - 20thシングル。同日発売のBONNIE PINKのシングル『Anything For You』にはリミックスバージョンが収録されている。
- Love Long and Prosper
  - スタートレック40周年テーマソング。2006年12月13日から配信限定でリリースされていた。m-floにとって、映像作品との組み合わせは二度目（一度目は『m-flo loves SHADOW THE HEDGEHOG』とのコラボレーション曲『TRIPOD BABY(SHADOW THE HEDGEHOG MIX)』）で約2年ぶりとなるm-flo単独による楽曲（ASTROMANTIC以来）。この曲では特別ゲストとしてピカード艦長の声優・麦人が参加、スタートレックのナレーション『宇宙、そこは最後のフロンティア･･･』で曲が始まる。
- LOVE ME, HATE THE GAME
  - 韓国系アメリカ人Chan、タイのヒップホップグループThaitanium、カナダ系香港人のEdison Chen、Ryoheiをフィーチャリングしている。
- Lotta Love
  - 企画アルバム『m-flo inside -WORKS BEST II-』（2006年）収録曲の前奏が長いCOSMICOLORバージョン（iTunes StoreなどでExtended Versionとして既に配信されていたものよりは短い）。MINMIのシングル『I Love You Baby』（2006年）に別バージョン「Lotta Love MINMI loves m-flo vibes mix」が収録。カメリアダイヤモンド CMソング。
- Love to Live By
  - ビッグバンド風のトラック。全編アニメーションによるPVが製作された。

## 参加アーティスト
- Crystal Kay
- 安室奈美恵
- melody.
- 日之内エミ
- Ryohei
- 倖田來未
- MONKEY MAJIK
- DOPING PANDA
- Alex (CLAZZIQUAI PROJECT)
- BONNIE PINK
- Chan
- Thaitanium
- Edison Chen
- MINMI
- Chara
- Lori Fine (COLDFEET)
- クリス・ペプラー
- Rim Juhee
- 麦人
- DJ Deckstream